# بيرون (ميانة)
بيرون هي قرية في مقاطعة ميانة، إيران. عدد سكان هذه القرية هو 61 في سنة 2006.